# Viola petelotii
Viola petelotii är en violväxtart som beskrevs av Wilhelm Becker och François Gagnepain. Viola petelotii ingår i släktet violer, och familjen violväxter. Inga underarter finns listade i Catalogue of Life.